# 堀尾容造
堀尾 容造（ほりお ようぞう、1953年- ）は、日本の実業家。ミヨシ油脂株式会社代表取締役社長を経て、同社代表取締役会長。

## 人物・経歴
福岡県北九州市出身。1977年京都産業大学経済学部卒業。1977年4月にミヨシ油脂入社。2005年4月に食品事業本部営業部営業第一部長に就任し、2009年3月に執行役員食品事業本部営業統括部長兼営業第一部長兼営業第三部長に就任。2011年3月執行役員食品営業本部長。2012年代表取締役社長就任。2019年代表取締役会長就任。